# 1504 км (блокпост)
1504 кілометр — залізничний блокпост Одеської дирекції Одеської залізниці Одеського залізничного вузла на перетині трьох ліній Одеса-Застава I — Одеса-Головна, 1504 км — Одеса-Західна та (колишньої лінії) Одеса-Застава II — 1504 км.
Розташована в Хаджибейському районі Одеси. Фактично виконує функції залізничного вузла, оскільки на блокпості є розгалуження до станції Одеса-Застава I (3 км) та до Одеса-Західна (3 км), до Одеса-Головна (6 км).
Станом на початок 2018 р. на платформі не зупиняються приміські поїзди.